# Chropyně
Chropyně település Csehországban, Kroměříži járásban. Chropyně Vlkoš, Kyselovice, Záříčí, Skaštice, Bezměrov, Břest, Kroměříž és Kojetín településekkel határos. Lakosainak száma 4668 fő (2024. január 1.).

## Népesség
A település lakosságának változását az alábbi diagram mutatja:
| Lakosok száma | 2006 | 2498 | 2953 | 2470 | 5021 | 5256 | 4956 | 4889 | 4749 | 4668 |
|               | 1869 | 1890 | 1921 | 1950 | 1980 | 2001 | 2017 | 2019 | 2022 | 2024 |